# Campo de Provas Brigadeiro Velloso
O Campo de Provas Brigadeiro Velloso é uma base da Força Aérea Brasileira (FAB), localizada na Serra do Cachimbo, em Novo Progresso no Pará, com área de 21,6 mil km² e perímetro de 653 km, sendo comparável, em tamanho, ao estado de Sergipe. Fica localizado bem próximo da BR-163 (Rodovia Cuiabá-Santarém), com entrada na altura do km 16,9.

## História

Escudo do CPBV

A unidade foi criada com o objetivo principal de servir de base de apoio para a operação de aeronaves no tráfego de ligação entre a região norte e a região sudeste, pelo interior. Anteriormente, o trajeto só podia ser realizado de maneira segura seguindo pelo litoral, em um percurso muito mais longo. A inauguração oficial foi em 20 de janeiro de 1954, com a presença do presidente da república Getúlio Vargas e do ministro da aeronáutica Nero Moura.
Posteriormente, o decreto nº 83.240, de 7 de março de 1979 destinou as glebas Cachimbo, Gorotire e Curuaés para constituírem uma área destinada ao desenvolvimento de ensaios de armamentos, artefatos bélicos, experimentos, testes, treinamentos e outras manobras de interesse das Forças Armadas do Brasil.
Em 18 de agosto de 1979 foi inaugurado o novo Aeroporto do Cachimbo, com pista de 2.602 metros de comprimento.
O Campo de Provas de Cachimbo foi criado em 7 de março de 1983, sendo subordinado ao Centro Tecnológico Aeroespacial (CTA).
À partir de 1984, iniciou-se, em total sigilo, a construção no local de uma base subterrânea com o objetivo de desenvolver testes nucleares. O sigilo foi necessário pois havia o medo de que a publicidade da informação provocasse uma corrida armamentista no continente, haja vistas que a Argentina também desenvolvia pesquisas nesse sentido. Em 1986 o governo admitiu a utilização do local para o testes nucleares mas negou veementemente a produção de armas.
Em 1990 o então presidente Fernando Collor de Mello simbolicamente joga uma pá de cal no local de testes e o governo isenta a aeronáutica de toda a responsabilidade em relação às pesquisas nucleares.
O nome da unidade foi alterado para Campo de Provas Brigadeiro-do-Ar Haroldo Coimbra Velloso em 17 de janeiro de 1995, para homenagear o primeiro responsável pela implantação da base.
Em 30 de julho de 1997 o nome foi alterado novamente para a sua forma atual, Campo de Provas Brigadeiro Velloso (CPBV).

## Presença no noticiário
O campo de provas esteve presente no noticiário nacional e internacional nas seguintes ocasiões:
- Em 8 de agosto de 1986 o jornal Folha de S.Paulo tornou pública a intenção do governo brasileiro em utilizar a área base como local de testes nucleares.[5] Em desenvolvimentos seguintes, o governo admite a realização de testes, mas afirma não ter feito a bomba.[6] Dando continuiade a cobertura, dois repórteres do jornal Folha de S.Paulo foram retidos na base, sob a acusação de invadirem local proibido.[3]
- Em 19 de setembro de 1990, quando o presidente Collor lançou uma pá de cal simbólica num poço que, supostamente, serviria para testes de artefatos nucleares[4].
- Em 29 de setembro de 2006, quando um jato executivo Embraer Legacy avariado fez um pouso de emergência na base, após uma colisão em pleno ar com um Boeing 737-800 da companhia brasileira Gol que acabou por cortar a asa do jato comercial que cumpria o voo Gol 1907 que, por sua vez caiu na selva causando a morte de todos os 154 ocupantes.